# 中国黄金集团
中国黄金集团有限公司（简称中国黄金）是一家综合性大型矿业公司，于2003年成立。主要业务为地质勘探、矿山开采、选矿冶炼、产品精炼、加工销售、科研开发和工程设计与建设。前身为1979年成立的中国黄金总公司（即国家黄金管理局，实行一个机构两块牌子管理）。目前，中国黄金控制黄金资源超过1200吨，产销量都居国内第一，日处理矿石总量达12万吨。下辖57家子公司，其中中國黃金國際、中金黃金是上市公司。

## 大事记
1965年1月30日，冶金工业部在“冶金工业部吉林省有色金属工业管理局”的基础上成立“冶金工业部黄金公司”。1965年3月25日冶金部报经国务院批准，“冶金工业部黄金专业公司”改为“中国黄金矿产公司”，统一管理中国黄金生产和开发工作。（其他）有色金属矿山交由东北有色局管理。1965年9月8日冶金部转发中组部通知，决定石豁任党委书记，杨锐敏任副书记、经理，华裕民任副书记、副经理。赵祝华、张天和、周恕先后任副经理。1968年9月18日，中国黄金矿产公司革命委员会成立，革委会主任赵祝华，副主任辛龙俭、夏峰、李兴。1969年6月16日，冶金工业部军代表通知撤消中国黄金矿产公司，企业下放到各省管理。1973年冶金部根据《黄金生产会议纪要》，在有色司内设地方中小黄金处。1976年1月1日，冶金部成立黄金管理局，石豁、段丁波、杨锐敏、黄玉珩为负责人。
1979年3月7日，中国人民解放军基本建设工程兵黄金指挥部成立，主任石豁兼，冶金工业部副部长李非平兼政委，副主任王明宣、段丁波、余忠，副政委崔德顺、陈刚。
1979年9月16日，冶金部成立中国黄金总公司。未任命经理、副经理。由黄金管理局负责人领导。1981年7月23日, 冶金部与基建工程兵党委共同决定：冶金工业部黄金管理局、中国黄金总公司和基建工程兵黄金指挥部实行统一领导、三位一体的管理体制。1983年3月11日, 冶金部任命齐锐新为中共中国黄金总公司委员会书记, 黄玉珩为经理, 朱智昌、张学文为副经理。1988年8月13日《国务院关于国务院机构设置的通知》中明确：成立国家黄金管理局，是司局级的部委归口管理的国家局，由冶金工业部归口管理。1988年9月22日国务院任命冶金工业部副部长徐大铨兼任国家黄金管理局局长。1988年10月18日, 冶金工业部任命焦智、崔德文、艾大成为国家黄金管理局副局长。1993年4月19日, 国务院在《国务院关于部委管理的国家局设置及有关问题的通知》中,决定将国家黄金管理局并入冶金部, 成为冶金部的内设职能局。1993年6月19日, 冶金部任命焦智为冶金部黄金管理局局长;崔德文、艾大成为副局长。1996年2月7日, 冶金部任命焦智兼任中国黄金总公司董事长;崔锡武兼任黄金管理局副局长。1997年6月24日, 冶金工业部任命王德学任冶金部黄金管理局局长;成辅民任副局长。
1998年8月11日, 国务院在《国务院办公厅关于印发国家经济贸易委员会职能配置内设机构和人员编制规定的通知》中, 批准黄金管理局为国家经贸委内设机构。1998年7月17日, 国家经济贸易委员会在《关于国家经贸委机关65 名司( 局、厅) 级干部任职的通知》中, 任命王德学为黄金管理局局长, 崔锡武、艾大成、成辅民为副局长。1998年10月5日, 中共国家经贸委机关委员会在《关于王德学等同志任职的批复》中,批准王德学任中共国家经贸委黄金管理局委员会书记, 崔锡武任副书记。1998年11月26日, 在《关于研究中央党政机关为所办经济实体和管理的直属企业脱钩范围等有关问题的会议纪要》中, 国务院领导批准国家经贸委黄金管理局( 委内设局) 与中国黄金总公司仍实行一个机构、两块牌子管理体制。
- 2002年11月6日，完成政企改制。
- 2003年1月14日，正式注册为中国黄金集团公司。
- 2003年1月16日，成立企业监事会。
- 2003年8月14日，中金黄金股份有限公司在上海证券交易所上市，为黄金第一股。
- 2004年8月16日，生物氧化提金技术达到国际水准。
- 2005年12月28日，“中金”牌黄金从Au99.99%提升到Au99.999%。
- 2006年1月5日，公司以人民幣1亿元收购湖北鸡笼山黄金矿业有限公司部分股权，控股达到82%。
- 2006年3月28日，“中金”牌金锭成为中国黄金行业第一个通过LBMA认证的产品。
- 2006年5月19日 ，中国黄金集团科技有限公司在北京成立。
- 2006年5月29日，中金黄金股份有限公司通过权分置改革方案。
- 2006年7月15日，公司首个博士后科研工作站正式启动。
- 2006年9月16日，中国黄金集团夹皮沟矿业有限公司被授予“中国黄金第一矿”。
- 2017年11月30日，根据中共中央、国务院关于深化国有企业改革、加快推动中央企业公司制改制工作的要求，经国务院国资委批复同意，中国黄金集团公司完成公司制改制，企业名称由“中国黄金集团公司”变更为“中国黄金集团有限公司”[2]。
- 2018年3月，根据中共中央印发的《深化党和国家机构改革方案》，武警黄金部队转为非现役专业队伍，所属官兵集体转业，归中华人民共和国自然资源部领导，原有的部分企业职能划转本公司[3]。

2023年12月底，位於北京双井富力广场的中国黄金概念店关店。事发店铺只是品牌加盟店。投资者寄存在店内的黄金无法赎回。事發店鋪负责人被羁押。中国黄金表示先行对消费者进行垫付。
2025年7月23日，东北大学6名学生在中国黄金集团内蒙古矿业有限公司乌努格吐山铜钼矿选矿厂参观学习浮选工艺期间，因格栅板脱落，坠入浮选槽身亡。事后该公司三名责任人员被采取刑事强制措施。

## 产品
- 黄金
  - 一级：99.99% Au含量
  - 二级：99.95% Au含量
  - 三级：99.90% Au含量
  - 四级：99.50% Au含量
- 白银
  - 一级：Ag>=99.99%
  - 二级：Ag>=99.95%
- 副产品
  - 标准电解铜 98# 93# 硫酸
- 加工产品
  - 不同图案金条，银条，金粉，银粉，高纯金

## 成员单位
- 中国黄金河南公司
- 河北黄金公司
- 辽宁中金黄金有限责任公司
- 中国黄金黑龙江公司
- 陕西黄金公司
- 中国黄金四川公司
- 广西黄金公司
- 江苏黄金公司
- 上海黄金公司
- 河北金厂峪矿业有限责任公司
- 辽宁五龙金矿
- 辽宁二道沟黄金矿业有限责任公司
- 黑龙江乌拉嘎黄金矿业有限责任公司
- 河南秦岭金矿
- 河南文峪金矿
- 中国黄金集团夹皮沟矿业有限公司
- 河南黄金建筑安装公司
- 河南中原黄金建筑安装工程公司
- 黑河采金船工程公司
- 河南中原黄金机械厂
- 中国金域黄金物资总公司
- 中国黄金集团公司进出口分公司
- 北京黄金工程建设监理中心
- 北京中金物业管理中心
- 中金辐照有限公司
- 黑龙江中金农业发展有限责任公司
- 中金地质有限公司
- 中国黄金报社（北京黄金经济发展研究中心）
- 长春黄金设计院
- 长春黄金研究院
- 哈尔滨黄金设计研究院
- 中金黄金股份有限公司
- 安康金矿
- 陕西马鞍桥生态矿业有限公司
- 吉林海沟黄金矿业有限责任公司
- 陕西太白黄金矿业有限责任公司
- 河南金源黄金矿业有限责任公司
- 内蒙古包头鑫达黄金矿业有限责任公司
- 黔西南金龙黄金矿业有限责任公司
- 贵州金兴黄金矿业有限责任公司
- 云南黄金有限责任公司
- 辽宁金凤黄金矿业有限责任公司
- 辽宁天利金业有限责任公司
- 金潮房地产投资发展有限公司
- 陕西略阳铧厂沟金矿
- 中国黄金集团资产管理有限公司
- 中国黄金集团营销有限公司
- 白河县大湾银矿有限责任公司
- 中国黄金集团辽宁有限公司
- 中国黄金集团新疆金滩矿业公司
- 中国黄金北戴河职工培训中心
- 中国黄金总公司承德职工培训中心
- 贺州市金琪矿业有限责任公司
- 广西龙头山金矿
- 广西田林高龙黄金矿业有限责任公司
- 江苏省金源黄金有限责任公司
- 中国黄金集团贵州有限公司
- 灵宝双鑫矿业有限责任公司
- 中国黄金集团嵩原黄金冶炼有限责任公司
- 中国黄金集团甘肃文县矿业有限公司
- 中国黄金集团内蒙古金盛矿业开发有限公司
- 高州市石龙金矿有限公司
- 中国黄金集团地质有限公司
- 北京金有地质勘查有限责任公司
- 河南中原黄金冶炼厂有限责任公司
- 河北峪耳崖金矿
- 湖北三鑫金铜股份有限公司
- 潼关中金黄金矿业有限责任公司
- 潼关中金冶炼有限责任公司
- 山东烟台鑫泰黄金矿业有限责任公司
- 苏尼特金曦黄金矿业有限责任公司
- 甘肃天水李子金矿有限公司
- 山西大同黄金矿业有限责任公司
- 辽宁排山楼黄金矿业有限责任公司
- 辽宁新都黄金有限责任公司
- 湖北鸡笼山矿业有限公司
- 广西凤山天承黄金矿业有限责任公司
- 陕西久盛矿业投资管理公司
- 陕西东桐峪黄金实业有限公司
- 中国黄金集团科技有限公司中国黄金集团内蒙古金盛矿业开发有限公司
- 高州市石龙金矿有限公司
- 中国黄金集团地质有限公司
- 北京金有地质勘查有限责任公司
- 河南中原黄金冶炼厂有限责任公司
- 河北峪耳崖金矿
- 湖北三鑫金铜股份有限公司
- 潼关中金黄金矿业有限责任公司
- 潼关中金冶炼有限责任公司
- 山东烟台鑫泰黄金矿业有限责任公司
- 苏尼特金曦黄金矿业有限责任公司
- 甘肃天水李子金矿有限公司
- 山西大同黄金矿业有限责任公司
- 辽宁排山楼黄金矿业有限责任公司
- 辽宁新都黄金有限责任公司
- 湖北鸡笼山矿业有限公司
- 广西凤山天承黄金矿业有限责任公司
- 陕西久盛矿业投资管理公司
- 陕西东桐峪黄金实业有限公司
- 中国黄金集团科技有限公司
- 湖南中南黄金冶炼有限公司
- 西盟云天矿业有限公司
- 嵩县前河矿业有限责任公司
- 嵩县金牛有限责任公司
- 中国黄金集团内蒙古矿业有限公司

## 媒体
- 《中国黄金报》
- 《中国黄金珠宝》（双月刊）
- 中国黄金网 （页面存档备份，存于）
- 《黄金》杂志